# أرسطو يتأمل تمثال نصفي لهوميروس (لوحة)
أَرِسْطُو يتَأَمَّلَ تِمثال نصفي لهوُميروس (بالهولندية: Aristoteles bij de buste van Homerus) هي لوحة زيتية بريشة رسام العصر الذهبي الهولندي رامبرانت سنة 1653، يصور العمل أرسطو وهو يرتدي سلسلة ذهبية ويفكر أمام تمثال نصفي منحوت. تم شراؤها وبيعها من قبل العديد من هواة التحف حتى انتهى بها المطاف في متحف المتروبوليتان للفنون عام 1961 مقابل 2.3 مليون دولار. دفعت النغمة الغامضة في اللوحة العديد من العلماء إلى تفسيرات مختلفة لموضوع رامبرانت.

## الخلفية

### أصول
تم رسم اللوحة عام 1653 ، بتكليف من أحد النبلاء الصقليين المسمى دون أنطونيو روفو، الذي لم يطلب أي موضوع معين. على الرغم من عدم معرفته بما سيخلقه رامبرانت، فقد كان حريصًا بالفعل على تعليقها في قاعة المشاهير الخاصة به. خطط دون أنطونيو لتكليف لوحة أخرى مصاحبة للوحة رامبرانت للرسام الإيطالي جويرسينو. قرر جويرسينو أن موضوع علم أوصاف الكون هو المطابق المثالي للوحة رامبرانت، حيث مثل رامبرانت دراسة الجنس البشري بينما يمثل جويرسينو علم أوصاف الكون دراسة السماوات. ومع ذلك، اختفت لوحة جويرسينو دون سبب واضح. وفقًا لتشارلز مي، ربما لم يعتقد دون أنطونيو أنها جيدة بما يكفي. قام رامبرانت لاحقًا بإنشاء لوحة «هوميروس يملي آياته» ولوحة مفقودة للإسكندر الأكبر لروفو، وكلاهما بعد عشر سنوات من إكمال لوحة «أرسطو يتأمل تمثال نصفي لهوميروس».

### المالكون اللاحقون
في عام 1815 ، تم إرسالها إلى السير أبراهام هيوم وأعارها إلى معرض في المعهد البريطاني في لندن. عندما مات هيوم، باعها ورثته لرودولف كان في باريس. كان لدى كان مجموعة ضخمة من الأشياء الثمينة البارزة، ولكن بعد وفاته، تم إرسال لوحة رامبرانت إلى هواة جمع اللوحات الأمريكيين الآخرين. 

### شراء بواسطة متحف متروبوليتان للفنون
في النهاية، تم شراؤها في عام 1961 مقابل 2.3 مليون دولار من قبل متحف المتروبوليتان للفنون في مدينة نيويورك، الولايات المتحدة. في ذلك الوقت كان هذا أعلى مبلغ تم دفعه مقابل أي صورة في البيع العام أو الخاص. وقد ألهم هذا الفنان الأمريكي أوتيس كاي لنقد البيع (وتاثير قوة المال في الفن) بلوحته الخاصة «قلب المادة» التي أقيمت في معهد شيكاغو للفنون. أثناء تجديد جناح رامبرانت في متحف المتروبوليتان، تمت إعادة تسمية اللوحة في نوفمبر 2013 «أرسطو يتأمل تمثال نصفي لهوميروس».

### المفاهيم الخاطئة
كان هناك ارتباك حول هوية الرجل الموجود في اللوحة لأن دون أنطونيو روفو لم يطلب على وجه التحديد موضوعًا لتكليفه. كان يُعتقد أنه ألبرتوس ماغنوس، أوتاسو، أوأريوستو، أوفيرجيل، وشاعر القرن السابع عشر الهولندي بيتر كورنيليش هوفت. تم تحدي هوية الموضوع من قبل المؤرخ سيمون شاما في كتابه المسمى «عين رامبرانت». يقدم شاما حجة قوية مفادها أن الرسام اليوناني القديم الشهير أبيليس هو الذي صور في لوحة رامبرانت. في عام 1969 ، جادل يوليوس هيلد بأن أرسطو في اللوحة من خلال تحليل ملامح وجهه وملابسه والأشياء التي يحملها. وفقًا لهيلد، اشتهر أرسطو بشعره الطويل ولحيته، ومجوهراته الفاخرة وفساتينه الفخمة، والتي يمكن رؤيتها في لوحات أخرى تميزت به بين القرنين السادس عشر والسابع عشر في أوروبا. يربط هيلد أيضًا أرسطو بتمثال نصفي لسلسلة هوميروس والإسكندر. من المعروف أن أرسطو هو معلق لهوميروس والإسكندر الأكبر، مما دفع هيلد إلى الاعتقاد بأنه يجب أن يكون أرسطو في اللوحة. 

### السمة
وفقًا لمؤرح الفن لتشارلز مي، فإن الموضوع الرئيسي للوحات رامبرانت هو فكرة التأمل. يحدق الأشخاص في لوحاته كما لو كانوا ضائعين في التفكير، مما يجعل هذا الموضوع الأكثر استخدامًا. لتحقيق ذلك، اختار ثوبًا أبيض ليجعل أرسطو يبدو أكثر كرامة. كما رسم مئزرًا أسود لأن اللون الأسود يمثل الكآبة. ساعدت كل هذه العناصر في خلق شعور بالتأمل العميق، وهو ما يمكن أن يجده المشاهدون قابلاً للتأمل. خلال الخمسينيات من القرن السادس عشر، كان الناس في حالة وجودية بعد أن اكتشف العلم اكتشافات جديدة حول الكون، لذلك كان موضوع رامبرانت للتأمل موضوعًا يمكن الارتباط به في ذلك الوقت. 

## التفسير
ثيودور روسين، 1962

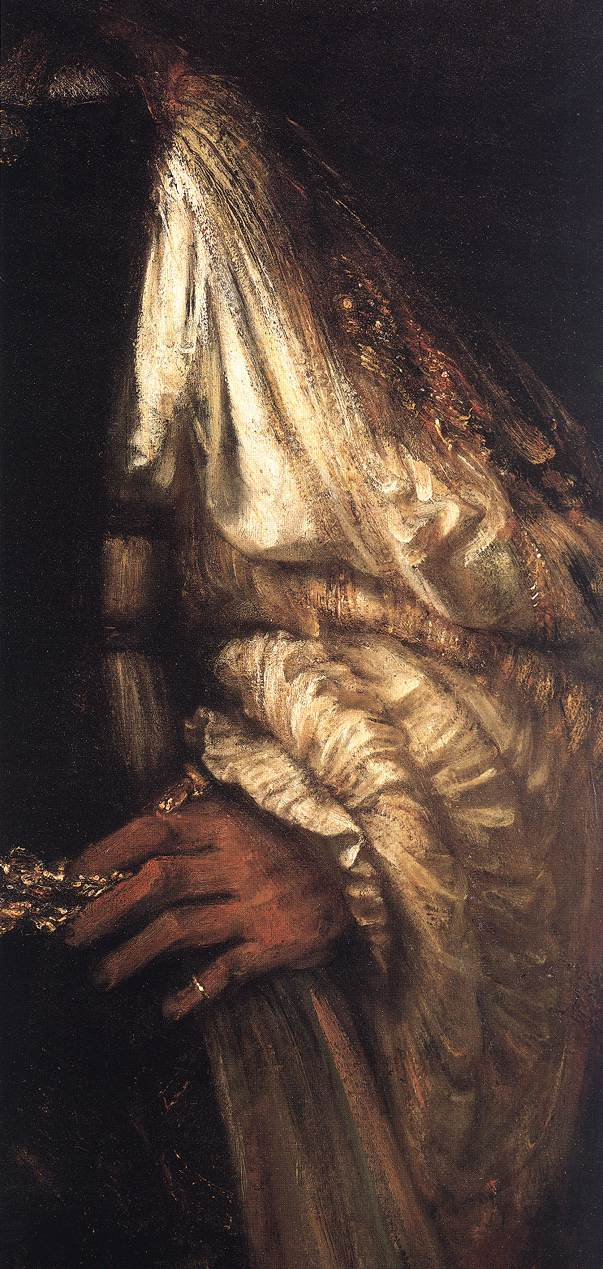
تفاصيل.

بالنسبة لثيودور روسين، فان هناك معنى لكيفية رسم رامبرانت لعيون أرسطو. تظهر الظلال التي تخفي جزئيًا عيني أرسطو أنه ضائع في أفكاره. عادة ما تلمح العيون إلى الأفكار الداخلية للشخص، لكن استخدام الظلال يعني أن هناك لغزًا ما يشعر به أرسطو في تلك اللحظة. يذكر روسين أيضًا استخدام رامبرانت لضربات الفرشاة المختلفة والاستخدام المحدود للألوان. من المفترض أن تدل هذه الاختيارات الفنية على الحالة المزاجية المختلفة التي شعر بها أثناء رسم هذه القطعة. 
يوليوس هيلد، 1969
أرسطو، المرهق من العالم، ينظر إلى تمثال نصفي لهوميروس الأعمى المتواضع، حيث يستلقي عليه بإحدى يديه. وقد فُسِّر هذا على أنه رجل علم منهجي سليم يذعن للفن، أو كفيلسوف ثري ومشهور، يرتدي الحزام المرصع بالجواهر الذي منحه إياه الإسكندر الأكبر، يحسد حياة الشاعر الأعمى الفقير. كما تم اقتراح أن هذا هو تعليق رامبرانت على قوة البورتريه. تمت مناقشة تفسير تأجيل العلم المنهجي للفن باستفاضة في دراسة رامبرانت لأرسطو ودراسات رامبرانت الأخرى. يلاحظ المؤلف أن اليد اليمنى لأرسطو (اليد المفضلة تقليديًا)، التي تقع على تمثال نصفي لهوميروس، أعلى ومرسومة بظلال أفتح من اليد اليسرى على السلسلة الذهبية التي أعطاها له الإسكندر. قال أيضًا أن الشيئين يمثلان القيمة المتناقضة: التمثال هو القيمة المستمرة بينما السلسلة هي قيمه المتغيرة باستمرار.
مارغريت دويتش كارول، 1984
اقترح كارول أن أرسطو يركز على الأفكار المتعلقة بالأشياء بدلاً من الأشياء نفسها. تستخدم لوحات رامبرانت الأخرى بنفس موضوعات التأمل لدعم ادعاءها. على سبيل المثال، يظهر القديس بولس في السجن القديس بولس وهو يفكر فيما سيكتبه في كتابه، وليس فقط في الكتاب نفسه. بالنسبة لتمثال نصفي لرامبرانت، فإنه يمثل «صفة التعلم»، أو ماضيه المثقف.
ساسكيا بيرانيك، 2016
يذكر بيرانك أن السلسلة الذهبية هي عربون شرف عظيم، لأن الحصول على الذهب هو ممارسة قديمة تعترف بأعظم إنجاز لشخص ما. يعتقد بيرانك أن جاذبية اللوحة هي كيف تجذب المشاهدين. بينما يشاهد الجمهور أرسطو وهو متعمق في التفكير، يمكنهم التفكير معه. 
نيكول سثور، 2018
توجد كتب مكدسة في الخلفية مرسومة بشكل واقعي، مما يعطيها أهمية للمشهد. وبحسب سثور، فإنهم يمثلون التذكير الدائم لشاعر عظيم. تكون يد أرسطو دافئة عندما تلامس تمثال نصفي لهوميروس، مما يدل على وجود رابطة خاصة يشعر بها أرسطو بهوميروس. في حين أن التمثال النصفي لهوميروس يبدو أكثر وضوحًا من سلسلة الإسكندر، إلا أن رامبرانت يجعل السلسلة تبدو كما لو كانت بارزة من الإطار، مما يعطيها أهمية كبيرة مثل التمثال النصفي.

## في وسائل الإعلام الأخرى
تشكل اللوحة الموضوع الرئيسي لرواية جوزيف هيلر عام 1988. بحيث يستكشف هيلر نظرة رامبرانت الثاقبة للمجتمع وهو يفكر في قيمة المال.

## الرسام

رإمبرانت

رإمبرانت هرمنسزون فان راين رسام هولندي ولد في لايدن عام 1606 وتوفي عام 1669 م، استقر في مدينة أمستردام منذ سنة 1631 م. نظرا للقوة التعبيرية الكبيرة التي تتميز بها أعماله ولوحاته الشخصية، بالإضافة إلى معرفته العلمية بنظريات الضوء والظلال، وكذلك القيم الإنسانية النبيلة لأفكاره وتأملاته الشخصية حول مصير الجنس البشري، كل هذه العوامل جعلته يعد ضمن كبار أساتذة فن الرسم الغربي. كان له أثناء حياته شأن كبير، واشتهر أيضا بأعماله عن طريق الرسم بماء الذهب (الأشجار الثلاثة، قطع المائة فلوران النقدية؛ يسوع يُبشر الناس). تعتبر لوحته درس التشريح مع الدكتور تولب ودورية الليل من أشهر أعماله وهي لوحات متعددة الشخصيات كان قد برع في إضفاء الحياة عليها. وقد تأثر بالفنان كارفاجيو وروبنز لكنه استخدم تأثيرات الضوء ووضع الألوان بحرية ليبرر الحالة العاطفية والنفسية.